# Andrzej Kobylański
Andrzej Kobylański (31 luglio 1970) è un ex calciatore polacco, di ruolo attaccante.

## Biografia
Ha un figlio, Martin, che ha militato in Bundesliga nel Werder Brema, e gioca nell'Eintracht Braunschweig.

## Carriera
Con la Nazionale polacca ha vinto la medaglia d'argento ai Giochi olimpici 1992.